# Guidance (serie televisiva)
Guidance è una serie televisiva statunitense del 2015 prodotta da AwesomenessTV.

## Episodi
| Stagione         | Episodi | Prima TV USA | Prima TV Italia |
| ---------------- | ------- | ------------ | --------------- |
| Prima stagione   | 6       | 2015         | 2020            |
| Seconda stagione | 11      | 2016         | 2020            |
| Terza stagione   | 10      | 2017         | inedita         |

## Personaggi e interpreti

### Prima stagione
- Anna, interpretata da Michelle Trachtenberg, doppiata da Emanuela D'Amico.
- Miriam, interpretata da Amanda Steele, doppiata da Martina Felli.
- Chip, interpretato da Taylor John Smith, doppiato da Federico Viola.
- Roger, interpretato da Graham Phillips, doppiato da Andrea Oldani.
- Bridget, interpretata da Brooke Markham, doppiata da Deborah Morese.
- Linz, interpretata da Casimere Jollette, doppiata da Giulia Maniglio.
- Principal Walsh, interpretata da Saidah Arrika Ekulona, doppiata da Stefania Patruno.
- Jim, interpretato da Matt Cohen.

### Seconda stagione
- Alana Maynor, interpretata da Erica Dasher, doppiata da Chiara Francese.
- Hilary Lehane, interpretata da Arden Rose, doppiata da Tiziana Martello.
- Brianna Wheeler, interpretata da Chachi Gonzales, doppiata da Stefania Rusconi.
- Tyler James, interpretato da David Gridley, doppiato da Alessandro Capra.
- Smiley, interpretato da Ben J. Pierce, doppiato da Tommaso Zalone.
- Liddy, interpretata da Leah Lewis.
- Layla, interpretata da Diamond White.
- Ozo, interpretata da Keean Johnson.
- Kevin Ridley, interpretata da Ryan Rottman, doppiato da Andrea Oldani.
- Principal John Decost, interpretato da Eric Allan Kramer.

### Terza stagione
- Katina Howard, interpretata da Monique Coleman.
- Faith, interpretata da Dianne Doan.
- Grace Park-Jensen, interpretata da Dianne Doan.
- Laurin Sweeney, interpretata da Meg DeAngelis.
- Audrey March, interpretata da Amymarie Gaertner.
- Navi Gupta, interpretata da Megan Suri.
- Scott Williams, interpretato da Crawford Collins.
- Principal Sullivan, interpretato da Marlon Young.

## Distribuzione
La serie è stata pubblicata per la prima volta negli Stati Uniti su go90 dal 18 ottobre 2015 al 29 agosto 2017, per un totale di 27 episodi ripartiti su tre stagioni. In Italia la serie viene pubblicata su TIMvision dal 5 gennaio 2020.